# Chromatografia

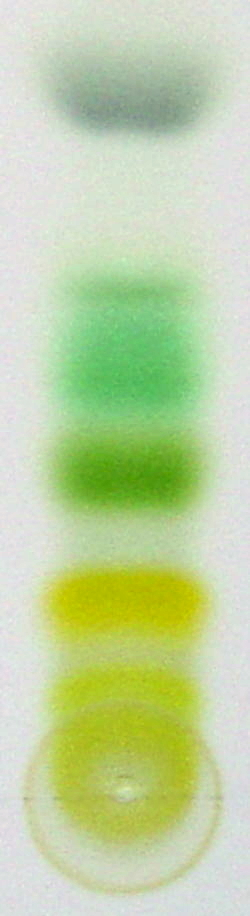
Chromatogram TLC chlorofilu

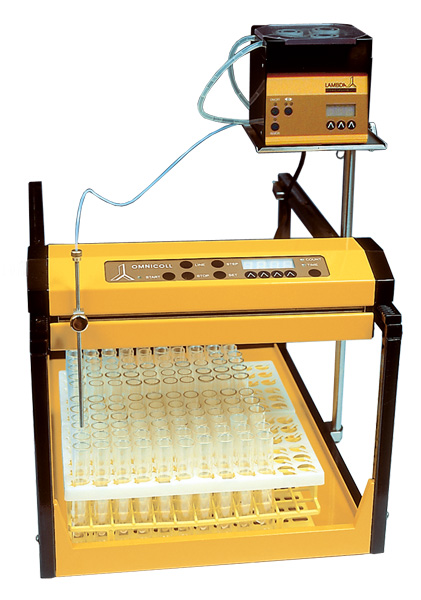
Zautomatyzowany kolektor frakcji dla metod chromatograficznych

Chromatografia (z gr. chrōma – barwa i gráphō – piszę) – technika analityczna lub preparatywna służąca do rozdzielania lub badania składu mieszanin związków chemicznych. 
W każdej technice chromatograficznej najpierw rozdziela się badaną mieszaninę, a następnie przeprowadza się detekcję poszczególnych składników. Rozdział substancji następuje w wyniku przepuszczenia roztworu badanej mieszaniny przez specjalnie spreparowaną fazę rozdzielczą (złoże), zwaną też fazą stacjonarną. Fazą rozdzielczą są substancje wykazujące zdolności sorpcyjne lub zdolne do innych oddziaływań na substancje przepływające. Podczas przepływu eluentu (fazy ruchomej) przez fazę rozdzielczą następuje proces wymywania zaadsorbowanych (lub związanych) substancji. Intensywność tego procesu jest różna dla poszczególnych składników mieszaniny. Jedne składniki są więc zatrzymywane w fazie dłużej, a inne krócej, dzięki czemu może następować ich separacja. Czas przebywania danego składnika w kolumnie określany jest mianem czasu retencji.

## Klasyfikacja metod chromatograficznych
W zależności od rodzaju eluentu
- chromatografia cieczowa – w której eluentem jest ciekły rozpuszczalnik lub mieszanina rozpuszczalników
- chromatografia gazowa – w której eluentem jest gaz (zwykle hel, argon lub wodór, czasem azot).
- chromatografia nadkrytyczna – w której eluentem jest substancja w stanie nadkrytycznym.

W zależności od rodzaju fazy stacjonarnej i sposobu jej przygotowania
- Chromatografia planarna
  - chromatografia cienkowarstwowa TLC (ang. thin layer chromatography) – w której fazę rozdzielczą stanowi cienka warstwa fazy stałej naniesiona na sztywną płytkę. Na tak spreparowaną płytkę nanosi się próbkę roztworu, po czym na skutek działania sił kapilarnych, grawitacji lub pola elektrycznego następuje przepływ i rozdział mieszaniny;
  - chromatografia bibułowa – w której fazę rozdzielczą stanowi pasek lub arkusz bibuły filtracyjnej lub specjalnego typu bibuły chromatograficznej;
- chromatografia kolumnowa – w której faza rozdzielcza jest umieszczona w specjalnej kolumnie, przez którą przepuszcza się następnie roztwór badanej mieszaniny. Przepływ roztworu przez kolumnę można wymuszać grawitacyjnie lub stosując różnicę ciśnień na wlocie i wylocie kolumny;
- chromatografia powinowactwa – w której odpowiednio spreparowana faza rozdzielcza jest zdolna do oddziaływań chemicznych o zmiennym powinowactwie wobec rozdzielanych substancji;
- chromatografia jonowymienna – w której substancje oddziałują ze złożem za pomocą oddziaływań jonowych.

W zależności od parametrów procesu
- HPLC (ang. high performance/pressure liquid chromatography) wysokosprawna/wysokociśnieniowa chromatografia cieczowa – odmiana cieczowej chromatografii kolumnowej z użyciem eluentu pod wysokim ciśnieniem;
- FPLC (ang. fast protein/performance liquid chromatography) szybka, białkowa/szybkosprawna chromatografia cieczowa – odmiana HPLC działająca na niższych ciśnieniach, stosująca prócz złóż sorpcyjnych, także zwykłe złoża typu sit molekularnych, służąca głównie do rozdziału białek i polipeptydów. Opatentowana i wyłączna nazwa dla firmy Pharmacia;
- UPLC (ang. ultra performance liquid chromatography) ultrasprawna chromatografia cieczowa – odmiana cieczowej chromatografii kolumnowej. Działa na wyższych ciśnieniach i mniejszych przepływach, a kolumny mają mniejsze ziarno (1,7 – 1,8 μm). Pozwala uzyskiwać krótsze czasy retencji i wyższe rozdzielczości. Opatentowana i wyłączna nazwa dla firmy Waters.
- GPC (ang. Gel Permeation Chromatography) chromatografia żelowa – odmiana kolumnowej chromatografii cieczowej. Polega na rozdziale składników mieszaniny na żelu lub sitach molekularnych w zależności od rozmiarów cząsteczek. Stosowana m.in. do określania średnich mas cząsteczkowych polimerów.

## Aktywacja chromatogramu
Chromatografia może być łączona z technikami jądrowymi. Wykorzystanie różnych właściwości jądrowych, np. przekroju czynnego na neutrony, pozwala na aktywację chromatogramu (elektronową lub neutronową). Aktywacja chromatogramu umożliwia identyfikację składników chromatogramu za pomocą liczników promieniownania jonizującego.

## Historia
Metody chromatograficzne zostały prawdopodobnie po raz pierwszy zastosowane przez Davida Talbota Daya pod koniec XIX w. do rozdziału węglowodorów z ropy naftowej. W tym samym czasie na Politechnice Warszawskiej lub Uniwersytecie Warszawskim rosyjski chemik i biolog Michaił Cwiet rozdzielał barwniki z zielonych liści na kolumnie wypełnionej kredą. Ponieważ Cwiet rozpoznał i prawidłowo zinterpretował proces rozdziału, jest on powszechnie uważany za wynalazcę tej techniki. Jest on także autorem nazwy „chromatografia”, którego to terminu użył ze względu na barwne strefy obserwowane na kredowej kolumnie podczas rozdziałów.